# Jelena Nikolajewna Jaschkina
Jelena Nikolajewna Jaschkina (russisch Елена Николаевна Яшкина; * 21. Februar 1983) ist eine russische Biathletin.
Jelena Jaschkina kam beim IBU-Sommercup 2011 in Haanja zu ihren ersten internationalen Einsätzen. Im Sprint verpasste sie mit drei Schießfehlern als Zweitplatzierte hinter Kadri Lehtla den Sieg, im darauf basierenden Verfolgungsrennen verschlechterte sie sich mit neun Fehlern auf den dritten Platz hinter Lehtla und Vladimíra Točeková. Auch bei der zweiten Wettkampfstation in Osrblie nahm sie erfolgreich teil. Im Sprintrennen erreichte sie hinter Anastasiya Kuzmina und Točeková erneut als Drittplatzierte das Podium. Mit drei Podiumsplatzierungen in vier Rennen war Jaschkina nach Točeková, die in allen vier Rennen auf das Podium kam, erfolgreichste Teilnehmerin der Rennserie.